# 奧恰姆奇拉區

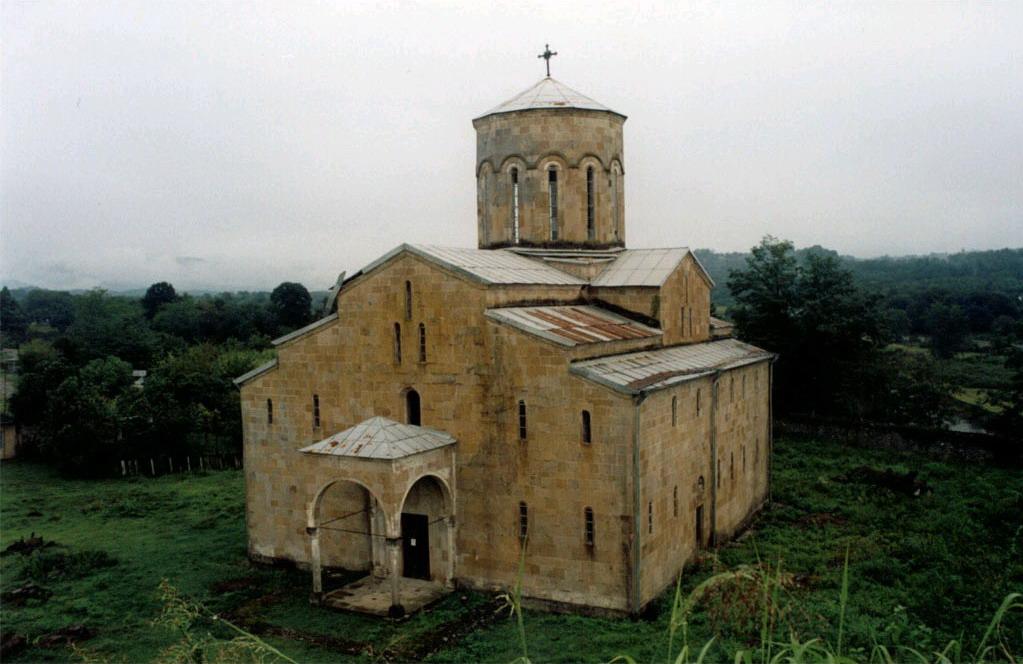
莫克維主教座堂

奧恰姆奇拉區在阿布哈茲的位置

42°51′29″N 41°26′46″E / 42.8581°N 41.4461°E
奧恰姆奇拉區，是阿布哈茲的區份之一，位於該國東南部，区府为奧恰姆奇拉，面積1,868平方公里，2003年人口24,629。